# Colleen Hanabusa
Colleen Wakako Hanabusa (Waianae, 4 maggio 1951) è una politica statunitense, membro della Camera dei Rappresentanti per lo stato delle Hawaii dal 2011 al 2015 e poi ancora dal 2016 al 2019.

## Biografia
Avvocato di successo con quasi trent'anni di esperienza, nel 1998 viene eletta senatrice di stato delle Hawaii, occupazione che manterrà per dodici anni. Nel 2006 la Hanabusa è la prima donna asiatica ad essere nominata Presidente di un Senato di stato statunitense.
Precedentemente, nel 2003, aveva cercato di farsi eleggere alla Camera dei Rappresentanti per sostituire la deputata Patsy Mink, morta di polmonite. Le elezioni furono vinte da Ed Case, che a sua volta abbandonò l'incarico quattro anni dopo. La Hanabusa ritentò l'elezione, ma fu sconfitta da Mazie Hirono.
A maggio del 2010 si ricandidò per sostituire Neil Abercrombie, occupato con la campagna a Governatore delle Hawaii, ma fu sconfitta nuovamente dal repubblicano Charles Djou. Alla scadenza del mandato di Djou, sei mesi dopo, la Hanabusa ritentò l'elezione e sconfisse lo stesso Djou con il 53% dei voti.
Nel 2012, alla morte del senatore Daniel Inouye, venne diffusa la notizia che il senatore aveva indirizzato una lettera al governatore Abercrombie per chiedergli di assegnare il suo seggio alla Hanabusa dopo la sua dipartita. Abercrombie, che aveva il compito di scegliere il sostituto provvisorio di Inouye fino a nuove elezioni, decise di non rispettare le volontà del defunto e nominò senatore il suo vicegovernatore, Brian Schatz. Due anni dopo si tennero le elezioni speciali per assegnare in via definitiva il seggio senatoriale e la Hanabusa annunciò la sua volontà di candidarsi; la campagna elettorale fu molto combattuta ma alla fine la Hanabusa venne sconfitta di misura da Schatz nelle primarie, nonostante avesse ottenuto appoggi importanti come quello della vedova di Inouye.
Il suo seggio alla Camera venne vinto dal compagno di partito Mark Takai, che tuttavia morì un anno e mezzo dopo l'insediamento. La Hanabusa prese parte alle consultazioni speciali indette per eleggere il nuovo deputato e riuscì a vincerle, ritornando così al Congresso.
Colleen Hanabusa è stata la terza persona di religione buddista ad essere eletta al Congresso.